# Ère Jōō (Edo)
Pour les articles homonymes, voir Ère Jōō.
L'ère Jōō (en japonais:  承応) est une des ères du Japon (年号, nengō, littéralement « le nom de l'année ») suivant l'ère Keian et précédant l'ère Meireki. Cette ère couvre la période allant du mois de septembre 1652 au mois d'avril 1655. Les empereurs régnants sont Go-Komyo-tennō (後光明天皇) et Go-Sai-tennō (後西天皇).

## Changement de l'ère
- 1652 Jōō gannen (承応元年?) : le nom de l'ère est changé pour Jōō (qui signifie « Réception de réponses »), qui marque le décès du troisième shogun, Tokugawa Iemitsu. L'ère précédente se termine et une nouvelle commence en  Keian 5, le 18e jour du 9e mois.

Le nom de la nouvelle ère vient du Livre des Jin : les dynasties Xia et Shang suivent leurs destinées aussi la maison des Zhou apparaît-elle à cette époque. (夏商承運、周氏応期)

## Événements de l'èreJōō
- 3 octobre 1653 (Jōō 2, 12e jour du 8e mois) : Un violent incendie détruit une grande partie du palais impérial et de nombreux temples qui se trouvaient à proximité. Peu de temps après, plusieurs filles, âgées de 12-14 ans, sont emprisonnées pour avoir allumé cet incendie et d'autres au Heian-kyō[3].
- 18 août 1654 (Jōō 3, 6e jour du 7e mois) : Un célèbre prêtre, Ingen, arrive à Nagasaki en provenance de Chine. Il a l'intention de réformer la pratique du bouddhisme au Japon[3].
- 30 octobre 1654 (Jōō 3, 20e jour du 9e mois) : L'empereur Go-Kōmyō décède de la variole et les cérémonies de ses funérailles se tiennent au Sennyū-ji (泉涌寺,, senyō-ji?) le 15e jour du 10e mois[4].

## Sakoku (鎖国): avant et après 1653
C'est durant l'ère Jōō que le Japon met en œuvre la politique sakoku adoptée par le bakufu des Tokugawa. Sakoku signifie « pays fermé » en japonais. le Japon pratique cette politique de 1639 à 1868. Il n'y a presque pas de commerce extérieur avec les autres pays à l'exception des commerçants chinois et néerlandais. Les résidences japonaises sont strictement contrôlées par le gouvernement. Personne n'est autorisé à quitter le pays sous peine de mort. Les étrangers sont dans la même situation : toute personne qui tenterait d'entrer sur le territoire du Japon serait immédiatement tuée par les soldats. La vie dans le pays tout entier est dictée par le gouvernement des Tokugawa. La politique sakoku est adoptée par les dirigeants pour empêcher les envahisseurs et maintenir les caractéristiques et la religion nationales. Cette politique est interdite après l'époque d'Edo (1603-1868). Le pays s'ouvre de nouveau au monde extérieur en 1868.[pas clair]